# セメックス
セメックス（Cemex S.A.B de C.V.、NYSE: CX）は、メキシコのモンテレイに本社を置くセメント会社である。ボルサ指数構成銘柄。ホルシム、ハイデルベルク・マテリアルズなどと並び、セメントメジャーの一つに数えられる。2008年の全世界でのセメント出荷量は7800万トンで、セメント生産能力では9670万トン(2007年)を誇る。セメントメジャーの中でも特に、積極的な企業買収によって規模を拡大してきた企業である。

## 歴史[3]
- 1906年、メキシコ北部のイダルゴにて、セメントス・イダルゴ社が創業。
- 1912年、メキシコ革命による混乱の影響でイダルゴ工場の操業が停止する。
- 1919年、イダルゴ工場の操業が部分的に再開される。
- 1920年、セメントス・ポルトランド・モンテレイ社が創業。
- 1921年、イダルゴ工場の操業が全面的に再開される。
- 1931年、セメントス・イダルゴ社とセメントス・ポルトランド・モンテレイ社が合併し、セメントス・メキシカーノ社（セメックス）が誕生する。
- 1948年、セメントの年間生産能力が12万4000トンに達する。
- 1959年、セメントの年間販売量が24万トンを突破。
- 1966年、セメントス・マヤのメリダ工場を買収、メキシコ南部に進出する。
- 1973年、メキシコ中部、セメントス・ポルトランド・デル・バッジョ社の工場を買収する。
- 1976年、メキシコ証券取引所に上場。セメントス・グアダラハラ社を買収する。
- 1985年、年間セメント販売量が670万トンを突破。内57万トンが輸出された。
- 1986年、年間セメント生産能力が1070万トンに達する。
- 1987年、セメントス・アナフアク社を買収。
- 1989年、当時メキシコ第二位のセメントメーカーであったセメントス・トルテカ社を買収。
- 1992年、スペインのバレンシアーナ社とサンソン社を買収。ヨーロッパに進出する。
- 1994年、ベネズエラのベンセモス社、パナマのセメント・バヤノ社を買収、中南米に進出する。アメリカのバルコーンズ社を買収。
- 1995年、ドミニカ共和国のセメントス・ナショナル社を買収、カリブに進出する。
- 1996年、コロンビアのセメントス・ディアマンテ社とサンペール社を買収、セメントメーカーとして世界第3位となる。
- 1997年、フィリピンのリザル・セメント社を買収、アジアに進出する。
- 1999年、フィリピンのAPOセメント社、エジプトのアシウト・セメント社、コスタリカのセメントス・デル・パシフィコ社を買収。ニューヨーク証券取引所に上場する。
- 2000年、アメリカのサウスダウン社を買収、北米最大のセメントメーカーとなる。
- 2001年、タイのサラブリ・セメント社を買収。
- 2002年、プエルトリコのプエルトリカン・セメント社を買収。
- 2005年3月、イギリスのRMCグループを58億ドルで買収。
- 2007年6月、オーストラリアのリンカー・グループを142億ドルで買収。